# Trofee veldrijden
De Trofee veldrijden (sponsornaam: X²O Badkamers Trofee, voordien Gazet van Antwerpen Trofee, Bpost bank trofee en DVV Verzekeringen Trofee) is een regelmatigheidscriterium in het veldrijden. Anders dan bij de Wereldbeker veldrijden en de Superprestige, wordt het klassement niet bepaald op basis van punten, maar op de eindtijden, met een maximaal tijdsverlies van 5 minuten (exclusief bonificaties).

## Geschiedenis

### 1987 tot 2012: Gazet van Antwerpen Trofee

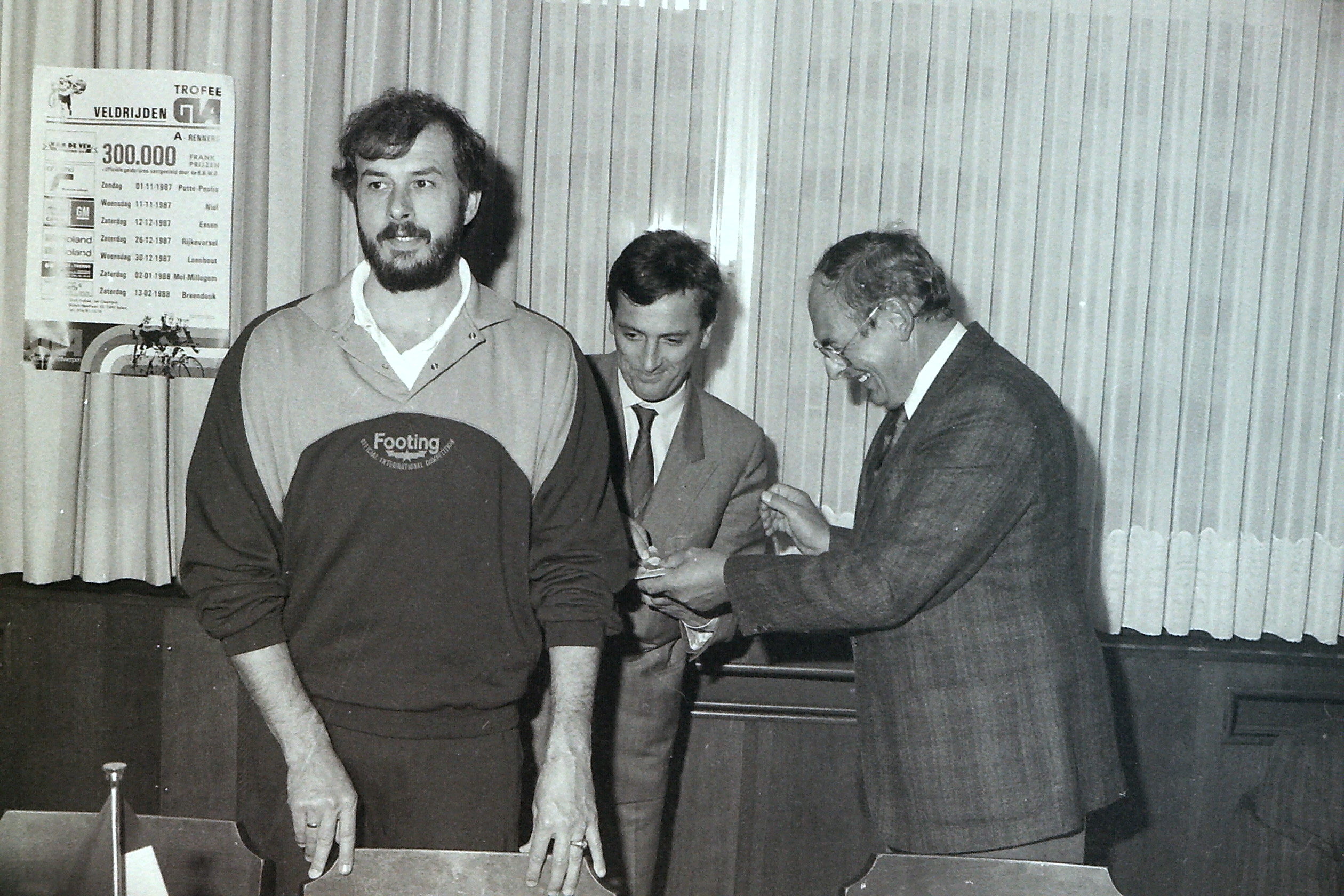
De presentatie van de eerste GvA Trofee in 1987

In de zomer van 1987 werden de zeven organisatoren van A-veldritten in de provincie Antwerpen uitgenodigd door veldrit-verslaggever Jef Cleemput om deel uit te maken van een regelmatigheidscriterium.
Aanvankelijk zou dit regelmatigheidscriterium Super A-trofee gedoopt worden. In recordtijd werden sponsors gezocht, een compleet revolutionair reglement opgesteld waarna promotor Walter Riellaerts zijn Gazet van Antwerpen (GvA) kon overtuigen om haar medewerking te verlenen. De GvA Trofee was geboren zodat op 1 november 1987 de eerste Trofee-veldrit kon plaatsvinden in Putte-Peulis. Bij de oprichting kreeg organisator Jef Cleemput het rijkelijk advies van veldritlegende Bert Vermeiren.
De GvA Trofee was oorspronkelijk bedoeld om de subtoppers een graantje te laten meepikken in het veldritlandschap. Naarmate het prijzengeld werd opgetrokken, kwamen ook de toppers zich mengen in het gebeuren waardoor de GvA Trofee uitgroeide tot een Belgische veldritklassieker. Later kwamen er ook crossen buiten de provincie Antwerpen bij.
De zeven pionierorganisaties waren: Putte-Peulis, Niel, Essen, Rijkevorsel, Mol-Millegem, de Azencross in Loenhout en Breendonk.

### 2012 tot 2016: Bpost bank trofee
In oktober 2012 kwam de naamsverandering naar Bpost bank trofee. De aard van het regelmatigheidscriterium werd grondig veranderd: vanaf het seizoen 2012-2013 worden er geen punten meer gegeven na elke veldrit, maar wordt er een klassement bijgehouden op basis van tijd, zoals de wielerrondes in het wegwielrennen. In 2015 zorgde men voor een primeur in het damesveldrijden door alle dameswedstrijden ook live op televisie te brengen.

### 2016 tot 2020: DVV Verzekeringen Trofee
In de aanloop naar het seizoen 2016-2017 voerde de organisatie, in handen van sportmanagementbureau Golazo, opnieuw een naamsverandering door. Vanaf dan ging het regelmatigheiscriterium door het leven als de DVV Verzekeringen Trofee voor de elite en beloften. De wedstrijd kreeg er met IJsboerke ook een nieuwe hoofdsponsor bij. De ijsfabrikant zet vooral in op de vrouwen en de jeugd, met de Ladies Trophy en de Kids Cyclocross.
De naamsverandering was niet de enige nieuwigheid, er werd ook een ploegenklassement op poten gezet. Het klassement is gebaseerd op de tijd van de eerste drie renners per ploeg. Het winnende team krijgt een cheque van 5.000 euro die het kan schenken aan een goed doel naar keuze, erkend door Music For Life.
Vanaf het begin van seizoen 2019-2020 begint de absolute dominantie van de Nederlandse vrouwen, vanaf het begin van dat seizoen tot half februari 2025 zijn alle vrouwen elite wedstrijden onafgebroken gewonnen door Nederlandse rensters. In de seizoenen 2020-2021, 2021-2022 en 2022-2023 werden in de vrouwen elite categorie bovendien alle podiumplekken van alle acht de wedstrijden bezet door enkel Nederlandse rensters. In het seizoen 2023-2024 wisten de ‘buitenlandse’ rensters met vier podiumplekken de Nederlandse dominantie een kleine halt toe te roepen. In het seizoen 2024-2025 maakten Sara Casasola en Marion Norbert-Riberolle op 16 februari in de afsluitende Brussels Universities Cyclocross definitief een einde aan de heerschappij van de Nederlandse rensters.

### Vanaf 2020: X²O Badkamers Trofee
Vanaf het seizoen 2020-2021 is het bedrijf X²O Badkamers ingestapt als nieuwe naamsponsor van de Trofee veldrijden. De podiumwinnaars ontvangen elke cross een grote gele badeend van de sponsor.

## Eindwinnaars

### Mannen elite
| Seizoen   | Winnaar              | Tweede                 | Derde                  |
| --------- | -------------------- | ---------------------- | ---------------------- |
| 2024-2025 | Eli Iserbyt          | Toon Aerts             | Pim Ronhaar            |
| 2023-2024 | Lars van der Haar    | Eli Iserbyt            | Michael Vanthourenhout |
| 2022-2023 | Eli Iserbyt          | Lars van der Haar      | Michael Vanthourenhout |
| 2021-2022 | Toon Aerts           | Eli Iserbyt            | Michael Vanthourenhout |
| 2020-2021 | Eli Iserbyt          | Toon Aerts             | Michael Vanthourenhout |
| 2019-2020 | Eli Iserbyt          | Michael Vanthourenhout | Mathieu van der Poel   |
| 2018-2019 | Mathieu van der Poel | Toon Aerts             | Michael Vanthourenhout |
| 2017-2018 | Mathieu van der Poel | Toon Aerts             | Wout van Aert          |
| 2016-2017 | Wout van Aert        | Kevin Pauwels          | Michael Vanthourenhout |
| 2015-2016 | Wout van Aert        | Kevin Pauwels          | Sven Nys               |
| 2014-2015 | Wout van Aert        | Kevin Pauwels          | Sven Nys               |
| 2013-2014 | Sven Nys             | Niels Albert           | Tom Meeusen            |
| 2012-2013 | Niels Albert         | Klaas Vantornout       | Kevin Pauwels          |
| 2011-2012 | Kevin Pauwels        | Zdeněk Štybar          | Sven Nys               |
| 2010-2011 | Sven Nys             | Zdeněk Štybar          | Kevin Pauwels          |
| 2009-2010 | Sven Nys             | Zdeněk Štybar          | Niels Albert           |
| 2008-2009 | Sven Nys             | Bart Wellens           | Zdeněk Štybar          |
| 2007-2008 | Sven Nys             | Bart Wellens           | Zdeněk Štybar          |
| 2006-2007 | Sven Nys             | Niels Albert           | Richard Groenendaal    |
| 2005-2006 | Sven Nys             | Bart Wellens           | Erwin Vervecken        |
| 2004-2005 | Sven Nys             | Sven Vanthourenhout    | Erwin Vervecken        |
| 2003-2004 | Bart Wellens         | Ben Berden             | Sven Nys               |
| 2002-2003 | Sven Nys             | Bart Wellens           | Mario De Clercq        |
| 2001-2002 | Erwin Vervecken      | Peter Van Santvliet    | Bart Wellens           |
| 2000-2001 | Erwin Vervecken      | Bart Wellens           | Peter Willemsens       |
| 1999-2000 | Arne Daelmans        | Bart Wellens           | Peter Willemsens       |
| 1998-1999 | Marc Janssens        | Arne Daelmans          | Peter Willemsens       |
| 1997-1998 | Arne Daelmans        | Danny De Bie           | Peter Willemsens       |
| 1996-1997 | Paul Herygers        | Adrie van der Poel     | Alex Moonen            |
| 1995-1996 | Paul Herygers        | Peter Willemsens       | Arne Daelmans          |
| 1994-1995 | Paul Herygers        | Peter Willemsens       | Arne Daelmans          |
| 1993-1994 | Paul Herygers        | Danny De Bie           | Peter Willemsens       |
| 1992-1993 | Paul Herygers        | Peter Willemsens       | Staf Van Bouwel        |
| 1991-1992 | Dirk Pauwels         | Pascal Van Riet        | Guy Vandijck           |
| 1990-1991 | Marc Janssens        | Peter Van Santvliet    | Ludo De Rey            |
| 1989-1990 | Guy Vandijck         | Wim Lambrechts         | Kurt De Roose          |
| 1988-1989 | Guy Vandijck         | Rudy De Bie            | Dirk Pauwels           |
| 1987-1988 | Rudy De Bie          | Christian Hautekeete   | Ivan Messelis          |

### Vrouwen elite
| Seizoen   | Winnares                   | Tweede                 | Derde                      |
| --------- | -------------------------- | ---------------------- | -------------------------- |
| 2024-2025 | Lucinda Brand              | Annemarie Worst        | Sara Casasola              |
| 2023-2024 | Fem van Empel              | Lucinda Brand          | Annemarie Worst            |
| 2022-2023 | Fem van Empel              | Lucinda Brand          | Ceylin del Carmen Alvarado |
| 2021-2022 | Lucinda Brand              | Denise Betsema         | Annemarie Worst            |
| 2020-2021 | Lucinda Brand              | Denise Betsema         | Ceylin del Carmen Alvarado |
| 2019-2020 | Ceylin del Carmen Alvarado | Annemarie Worst        | Yara Kastelijn             |
| 2018-2019 | Sanne Cant                 | Loes Sels              | Nikki Brammeier            |
| 2017-2018 | Katherine Compton          | Nikki Brammeier        | Maud Kaptheijns            |
| 2016-2017 | Sanne Cant                 | Thalita de Jong        | Ellen Van Loy              |
| 2015-2016 | Sanne Cant                 | Jolien Verschueren     | Helen Wyman                |
| 2014-2015 | Ellen Van Loy              | Sanne Cant             | Sophie de Boer             |
| 2013-2014 | Sanne Cant                 | Helen Wyman            | Nikki Harris               |
| 2012-2013 | Sanne Cant                 | Helen Wyman            | Ellen Van Loy              |
| 2011-2012 | Daphny van den Brand       | Sanne Cant             | Nikki Harris               |
| 2010-2011 | Sanne Cant                 | Daphny van den Brand   | Helen Wyman                |
| 2009-2010 | Daphny van den Brand       | Sanne Cant             | Helen Wyman                |
| 2008-2009 | Daphny van den Brand       | Marianne Vos           | Sanne Cant                 |
| 2007-2008 | Daphny van den Brand       | Reza Hormes-Ravenstijn | Sanne Cant                 |

### Mannen beloften
| Seizoen   | Winnaar                            | Tweede                             | Derde                              |
| --------- | ---------------------------------- | ---------------------------------- | ---------------------------------- |
| 2024-2025 | Kay De Bruyckere                   | Yordi Corsus                       | Seppe Van Den Boer                 |
| 2023-2024 | Arne Baers                         | Victor Van de Putte                | David Haverdings                   |
| 2022-2023 | Joran Wyseure                      | Victor Van de Putte                | David Haverdings                   |
| 2021-2022 | Pim Ronhaar                        | Thibau Nys                         | Joran Wyseure                      |
| 2020-2021 | Afgelast vanwege de coronapandemie | Afgelast vanwege de coronapandemie | Afgelast vanwege de coronapandemie |
| 2019-2020 | Timo Kielich                       | Yentl Bekaert                      | Niels Vandeputte                   |
| 2018-2019 | Niels Derveaux                     | Lander Loockx                      | Andreas Goeman                     |
| 2017-2018 | Eli Iserbyt                        | Yannick Peeters                    | Thomas Joseph                      |
| 2016-2017 | Quinten Hermans                    | Eli Iserbyt                        | Joris Nieuwenhuis                  |
| 2015-2016 | Quinten Hermans                    | Daan Hoeyberghs                    | Nicolas Cleppe                     |

### Meisjes junioren
| Seizoen   | Winnares                           | Tweede                             | Derde                              |
| --------- | ---------------------------------- | ---------------------------------- | ---------------------------------- |
| 2022-2023 | Isabella Holmgren                  | Ava Holmgren                       | Lore De Schepper                   |
| 2021-2022 | Leonie Bentveld                    | Ava Holmgren                       | Katherine Sarkisov                 |
| 2020-2021 | Afgelast vanwege de coronapandemie | Afgelast vanwege de coronapandemie | Afgelast vanwege de coronapandemie |
| 2019-2020 | Fem van Empel                      | Leonie Bentveld                    | Ilse Pluimers                      |

## Statistieken

### Dagoverwinningen
| Overwinningen | Renner                 | Land      |
| ------------- | ---------------------- | --------- |
| 46            | Sven Nys               | België    |
| 31            | Mathieu van der Poel   | Nederland |
| 22            | Wout van Aert          | België    |
| 20            | Paul Herygers          | België    |
| 19            | Bart Wellens           | België    |
| 16            | Niels Albert           | België    |
| 10            | Danny De Bie           | België    |
| 9             | Eli Iserbyt            | België    |
| 8             | Kevin Pauwels          | België    |
| 7             | Arne Daelmans          | België    |
| 7             | Peter Willemsens       | België    |
| 6             | Erwin Vervecken        | België    |
| 6             | Adrie van der Poel     | Nederland |
| 6             | Toon Aerts             | België    |
| 6             | Laurens Sweeck         | België    |
| 5             | Marc Janssens          | België    |
| 5             | Guy Vandijck           | België    |
| 5             | Richard Groenendaal    | Nederland |
| 4             | Roland Liboton         | België    |
| 4             | Mario De Clercq        | België    |
| 3             | Lars van der Haar      | Nederland |
| 3             | Michael Vanthourenhout | België    |
| 3             | Tom Meeusen            | België    |
| 3             | Dirk Pauwels           | België    |
| 3             | Lars Boom              | Nederland |
| 3             | Zdeněk Štybar          | Tsjechië  |

| Overwinningen | Land                |
| ------------- | ------------------- |
| 229           | België              |
| 51            | Nederland           |
| 3             | Tsjechië            |
| 1             | Verenigd Koninkrijk |
| 284           | Totaal              |

| Overwinningen | Renster                    | Land                |
| ------------- | -------------------------- | ------------------- |
| 26            | Sanne Cant                 | België              |
| 15            | Fem van Empel              | Nederland           |
| 12            | Ceylin del Carmen Alvarado | Nederland           |
| 12            | Lucinda Brand              | Nederland           |
| 11            | Marianne Vos               | Nederland           |
| 10            | Daphny van den Brand       | Nederland           |
| 5             | Helen Wyman                | Verenigd Koninkrijk |
| 3             | Annemarie Worst            | Nederland           |
| 3             | Kateřina Nash              | Tsjechië            |
| 3             | Katherine Compton          | Verenigde Staten    |
| 3             | Sophie de Boer             | Nederland           |
| 3             | Denise Betsema             | Nederland           |
| 2             | Thalita de Jong            | Nederland           |
| 2             | Sanne van Paassen          | Nederland           |
| 2             | Jolien Verschueren         | België              |
| 2             | Pavla Havlíková            | Tsjechië            |
| 2             | Puck Pieterse              | Nederland           |
| 1             | Shirin van Anrooij         | Nederland           |
| 1             | Sara Casasola              | Italië              |
| 1             | Clara Honsinger            | Verenigde Staten    |
| 1             | Yara Kastelijn             | Nederland           |
| 1             | Maud Kaptheijns            | Nederland           |
| 1             | Kim Van de Steene          | België              |
| 1             | Jolanda Neff               | Zwitserland         |
| 1             | Nikki Brammeier            | Verenigd Koninkrijk |
| 1             | Hanka Kupfernagel          | Duitsland           |

| Overwinningen | Land                |
| ------------- | ------------------- |
| 78            | Nederland           |
| 29            | België              |
| 6             | Verenigd Koninkrijk |
| 5             | Tsjechië            |
| 4             | Verenigde Staten    |
| 1             | Zwitserland         |
| 1             | Duitsland           |
| 1             | Italië              |
| 125           | Totaal              |

### Eindoverwinningen

#### Mannen elite
| Aantal | Veldrijder           | Edities                                                       |
| ------ | -------------------- | ------------------------------------------------------------- |
| 9      | Sven Nys             | 02-03, 04-05, 05-06, 06-07, 07-08, 08-09, 09-10, 10-11, 13-14 |
| 5      | Paul Herygers        | 92-93, 93-94, 94-95, 95-96, 96-97                             |
| 4      | Eli Iserbyt          | 19-20, 20-21, 22-23, 24-25                                    |
| 3      | Wout van Aert        | 14-15, 15-16, 16-17                                           |
| 2      | Mathieu van der Poel | 17-18, 18-19                                                  |
| 2      | Erwin Vervecken      | 00-01, 01-02                                                  |
| 2      | Arne Daelmans        | 97-98, 99-00                                                  |
| 2      | Marc Janssens        | 90-91, 98-99                                                  |
| 2      | Guy Vandijck         | 88-89, 89-90                                                  |
| 1      | Lars van der Haar    | 23-24                                                         |
| 1      | Toon Aerts           | 21-22                                                         |
| 1      | Niels Albert         | 12-13                                                         |
| 1      | Kevin Pauwels        | 11-12                                                         |
| 1      | Bart Wellens         | 03-04                                                         |
| 1      | Dirk Pauwels         | 91-92                                                         |
| 1      | Rudy De Bie          | 87-88                                                         |

#### Vrouwen elite
| Aantal | Veldrijdster               | Edities                                  |
| ------ | -------------------------- | ---------------------------------------- |
| 6      | Sanne Cant                 | 10-11, 12-13, 13-14, 15-16, 16-17, 18-19 |
| 4      | Daphny van den Brand       | 07-08, 08-09, 09-10, 11-12               |
| 3      | Lucinda Brand              | 20-21, 21-22, 24-25                      |
| 2      | Fem van Empel              | 22-23, 23-24                             |
| 1      | Ceylin del Carmen Alvarado | 19-20                                    |
| 1      | Katherine Compton          | 17-18                                    |
| 1      | Ellen Van Loy              | 14-15                                    |

## Berekeningswijze klassement

### Bepaling aankomsttijd per manche
Per renner wordt per manche een tijd bepaald volgens volgende regels:
- in eerste instantie geldt de aankomsttijd
- krijgt een tijd die gelijk is aan die van de winnaar verhoogd met vijf minuten, de renner die
  - met meer dan vijf minuten achterstand aankomt
  - uit de wedstrijd genomen wordt om dubbelen te voorkomen
  - de wedstrijd verlaat
  - niet aan de start komt
- volgende bonificaties gelden
  - bij de eerste passage aan de streep: eerste 15 seconden, tweede 10 seconden, derde 5 seconden

### Bepaling eindklassement
Voor het eindklassement wordt de som gemaakt van de tijden per manche. Bij gelijkheid gelden de beste uitslagen in een manche.
Zijn die ook gelijk dan geldt de beste uitslag in de laatste manche.

## Trivia
- Naar aanleiding van het 25-jarig jubileum van de GvA Trofee schreef journalist Luc Lamon een boek met de titel Koningen van de winter: 25 jaar GvA-trofee met foto's van François Buyssens.